# 宽羽鳞毛蕨
宽羽鳞毛蕨（学名：Dryopteris ryo-itoana）为鳞毛蕨科鳞毛蕨属下的一个种。